# 4B-Bewegung
4B (oder „Four Nos“) ist eine geschlechterkritische, radikalfeministische Bewegung, die in den 2010er Jahren in Südkorea entstand. Sie gewann 2024, nach der Wiederwahl Donald Trumps zum US-Präsidenten, zunehmend in den USA an Bedeutung.

Ein Symbol der Frauenbewegung oder des radikalen Feminismus, bestehend aus dem Venussymbol und der erhobenen Faust, Symbol der „Power“-Bewegungen.

## Positionen

### Komplette Ablehnung hergebrachter Rollenmuster
Die Anhängerinnen weigern sich, mit biologischen Männern oder Transgender-Frauen auszugehen, sie zu heiraten, mit ihnen Sex zu haben oder von ihnen Kinder zu bekommen. 4B vertritt einen Gender-Essentialismus und lehnt die Transgender-Bewegung ab, da sie diese als Teil des Patriarchats betrachtet und mit der Unterdrückung von Frauen verbindet. Der Name der Bewegung bezieht sich auf die vier Grundprinzipien, die alle mit dem koreanischen Präfix bi 비 beginnen, was in etwa „Nein“ bedeutet: keine Ehe (비혼, bihon), keine Kinder (비출산, bichulsan), kein Sex mit Männern (비섹스, bisekseu) und keine romantischen Beziehungen mit Männern (비연애, biyeonae).

### Opposition gegen Transgender-Bewegung
4B hält die Transgender-Bewegung für mit dem Feminismus unvereinbar. Die Bewegung, die sich aus dem Transgender-exklusiven Radikalfeminismus (T.E.R.F.) entwickelt hat, vertritt geschlechterkritische Ansichten über Sex und Gender und unterstützt den Gender-Essentialismus. Die Befürworter der 4B lehnen das ab, was sie als „Gender-Ideologie“ (젠더론x) bezeichnen, und befürworten den Ausschluss von Transgender-Frauen aus feministischen Räumen sowie von romantischen oder sexuellen Beziehungen mit ihnen (트젠 안사요). In Südkorea haben Mitglieder der 4B Versammlungen ins Leben gerufen, die ausschließlich für das bestimmt sind, was sie „biologische Frauen“ und „echte Frauen“ nennen.

## Ursprung und Ziele
Die Bewegung entstand zwischen 2017 und 2019 und hat ihre Wurzeln in der Kritik an Sexismus, Gewalt und Misogynie in Südkorea. Frauenfeindliche Praxis durch Männer ist in Südkorea alltäglich, „Molka“ ist der Name für heimlich aufgenommene und veröffentlichte Fotos und Videos, die Frauen auf der Toilette, unter der Dusche oder bei sexuellen Handlungen zeigen. Die 4-B-Bewegung entstand, da Frauen sich in erster Linie vor sexueller und häuslicher Gewalt schützen wollen. Sie bietet Frauen eine Plattform, um sich gegen die gesellschaftlichen Erwartungen zu wehren, die sie oft in traditionelle Rollen drängen. Die Anhängerinnen  streben finanzielle Unabhängigkeit und persönliche Freiheit an, indem sie sich bewusst gegen Ehe und Mutterschaft entscheiden. 4B wurde von Frauen initiiert, die sich gegen häusliche Gewalt, traditionelle Rollenbilder und die Ungleichheit zwischen den Geschlechtern wehrten. In den Anfangsjahren hatte die Bewegung etwa 5000 Anhängerinnen, wobei die Zahl der Unterstützerinnen später auf bis zu 50.000 anstieg. Die Prinzipien, die sich gegen Ehe, Kinderkriegen, Sex und Dating mit Männern richten, wurden als radikale Ablehnung des Patriarchats und als Versuch einer gesellschaftlichen Revolution angesehen.

## Auswirkungen
4B hat nicht nur die Diskussion über Geschlechterrollen in Südkorea angeregt, sondern auch internationale Aufmerksamkeit erlangt. Sie wird als Antwort auf die Herausforderungen gesehen, denen Frauen in patriarchalischen Gesellschaften weltweit gegenüberstehen. Südkorea verzeichnet eine der niedrigsten Geburtenraten der Welt, was teilweise auf die Prinzipien der Bewegung zurückgeführt wird.
Das Interesse an 4B ist nach der Wiederwahl von Donald Trump bei den Präsidentschaftswahlen 2024 in den USA international gestiegen. Für Südkorea konstatiert Ju Hui Judy Han, Assistenzprofessorin für Gender Studies an der University of California allerdings einen Niedergang der Bewegung. Diesen führt sie auf interne Kämpfe und Zerwürfnisse über den Status von Queer- und Trans-Frauen zurück, als liberale und trans-inklusive radikale Feministinnen versuchten, die Bewegung zu reformieren. Diese Versuche waren im Allgemeinen erfolglos.